# Oligodranes israeliensis
Oligodranes israeliensis är en tvåvingeart som beskrevs av Zaitzev 1966. Oligodranes israeliensis ingår i släktet Oligodranes och familjen svävflugor.
Artens utbredningsområde är Israel. Inga underarter finns listade i Catalogue of Life.